# Thaumastoptera (Thaumastoptera) maculivena
Thaumastoptera (Thaumastoptera) maculivena is een tweevleugelige uit de familie steltmuggen (Limoniidae). De soort komt voor in het Oriëntaals gebied.